# 朝花夕拾
《朝花夕拾》，原名《舊事重提》。是鲁迅的短篇回忆录集，收录了鲁迅在1928年间所写的回忆录十篇。包括《狗·猫·鼠》、《阿长与〈山海经〉》、《二十四孝图》、《无常》、《从百草园到三味书屋》等，1932年由北新书局出版。1990年代人民文学出版社出版《鲁迅全集》时收在第2卷。

## 内容
1. 《狗·猫·鼠》——通过对猫和鼠的一些秉性、行为的描写来比喻所谓的“正人君子”并阐述作者仇猫的原因。
2. 《阿长与〈山海经〉》——本文通过记叙“我”儿时与长妈妈相处的八件事，刻画了一位虽然没有文化、粗俗、好事，但心地善良，乐于助人，对生活有着美好希望，热心帮助孩子解决疑难的普通保姆形象，表达了作者对长妈妈的尊敬、感激和怀念，祝愿之情。
3. 《二十四孝图》——批评封建孝道的虚伪和残酷。
4. 《五猖会》——对旧的教育制度和教育方法的抨击，表达了作者对此的厌恶之情。
5. 《无常》——描绘迷信传说的勾魂使者，讽刺了当时自称“正人君子”的军阀统治文人。
6. 《从百草园到三味书屋》——通过对百草园自由欢乐生活和三味书屋学习生活的对比，表现了儿童热爱大自然、追求自由快乐的心理，同时对束缚儿童身心发展的封建教育表示不满。
7. 《父亲的病》——揭露庸医害人和对封建孝道的不认同。
8. 《琐记》——介绍鲁迅先生冲破封建束缚，追求新知识，离家求学的一段故事。
9. 《藤野先生》——本文回忆藤野先生对自己亲切关怀和严格教诲，赞扬了他的政治热忱，严谨治学和博大胸怀，抒发了感激和怀恋之情，并追述自己当年弃医从文的思想变化过程，表现了思恋老师的教导，认真做人的决心。
10. 《范爱农》——追叙作者在日本留学时和回国后与范爱农接触的几个生活片段，描述了范爱农在革命前不满黑暗社会、追求革命，辛亥革命后又倍受打击迫害的遭遇，表现了鲁迅对旧民主革命的失望和对这位正直倔强的爱国者的同情和悼念。

## 人物形象
《朝花夕拾》中出现的六个主要人物，是作者的保姆（长妈妈）、恩师（藤野先生）、朋友（范爱农）、父亲的邻居（衍太太）、作者儿时的私塾老师（寿镜吾）。
1. 长妈妈——有愚昧迷信的一面，但她身上保存着朴实善良的爱，令作者永生难忘。从长妈妈的身上，我们看到了鲁迅对底层劳动人民的感情：歌颂他们身上美好善良的一面。（质朴善良、勤劳）
2. 藤野先生——一位日本医学教授，因为表现出平等待人的态度，关心弱国子民的学业，所以他朴素而伟大的人格令人肃然起敬。他所做的一切都很平凡，没有民族歧视，如果我们设身处地地想象鲁迅当时的处境，便不难感受到这位老师的伟大之处。（治学严谨、平等待人、和蔼可亲）
3. 范爱农——一位觉醒的知识分子，但是无法在黑暗社会立足。他无法与狂人一样，最终与这个社会妥协，也无法像N先生一样忘却，所以他的内心痛苦、悲凉，我们和鲁迅先生一样，疑心他是自杀的。（正直、倔强）
4. 父亲——父亲曾让童年鲁迅困惑过，因为在他兴高采烈地要去看五猖会时，勒令他背书。但是，鲁迅从来没有指责过自己的父亲，他忏悔的是自己没有让父亲安静地死去，这让他的心灵永远不安永远痛苦（在父亲去世之际，听从衍太太的指示，一直在床边大喊大叫）。由此，我们可以感到鲁迅先生对父亲强烈的爱。在现实生活中，有的爸爸是无情的，他没有关注到孩子在一步一步地努力，却一味地敷衍孩子，令孩子自尊心受损，便会度日如年。（严厉、慈爱）
5. 衍太太——给鲁迅看不健康的画，唆使鲁迅偷母亲的首饰变卖。而衍太太自己的孩子顽皮弄脏了自己的衣服，衍太太却是要打骂的。鲁迅表面上赞扬她，实际心中却是鄙视衍太太的，因为这是个自私自利、多嘴多舌、喜欢使坏的妇人。（自私、阴险）
6. 寿镜吾——方正、质朴、博学、严而不厉，是鲁迅先生颇为敬畏之人。

其他人物
1. 《父亲的病》中两个庸医“他”和陈莲河（何廉臣）：自高身价，毫无真才实学，医蛊不分，草菅人命。
2. 母亲:朴实，慈爱，爱护孩子，端庄，知书达理。
3. 无常：爽直，公正，善良，颇具人情味。
4. 《阿长与〈山海经〉》中的远房叔祖：爱花的读书人，藏书，字画，花草众多；喜欢舞文弄墨，寂寞，悠闲而疏懒，喜爱并尊重小孩子；胖而和蔼。
5. 《藤野先生》中的“正人君子”之流：虚伪，追名逐利，迂腐。

## 创作历程
本书为鲁迅一九二六年所作回忆散文的结集，共十篇。前两篇写于南京，中三篇是流离中所作，后五篇写于厦门。创作从1926年2月开始，到11月结束。最初以《旧事重提》为总题目陆续发表于《莽原》半月刊上。一九二七年七月，鲁迅在广州重新加以编订，并添写《小引》和《后记》，改名《朝花夕拾》，于一九二八年九月由北京未名社出版，列为作者所编的《未名新集》之一。一九二九年二月再版。一九三二年九月第三版改由上海北新书局重排出版。书的封面为陶元庆所绘。
这十篇散文，是“回忆的记事”（《三闲集·〈自选集〉自序》），比较完整地记录了鲁迅从幼年到青年时期的生活道路和经历，生动描绘了清末民初的生活画面，是研究鲁迅早期思想和生活以至当时社会的重要艺术文献。这些篇章，文笔深沉隽永，是中国现代散文中的经典作品。
关于翻译本书，鲁迅在一九三四年四月十一日致增田涉信中说：“《朝花夕拾》如有出版处所，译出来也好，但其中有关中国风俗和琐事太多，不多加注释恐不易看懂，注释一多，读起来又乏味了。”鲁迅在一九三四年十二月二日致增田涉的信中，提到增田涉和佐藤春夫合译《鲁迅选集》时说：“只有《藤野先生》一文，请译出补进去，《范爱农》写法较差，还是割爱为好。”